# 亨利 (菲斯滕贝格)

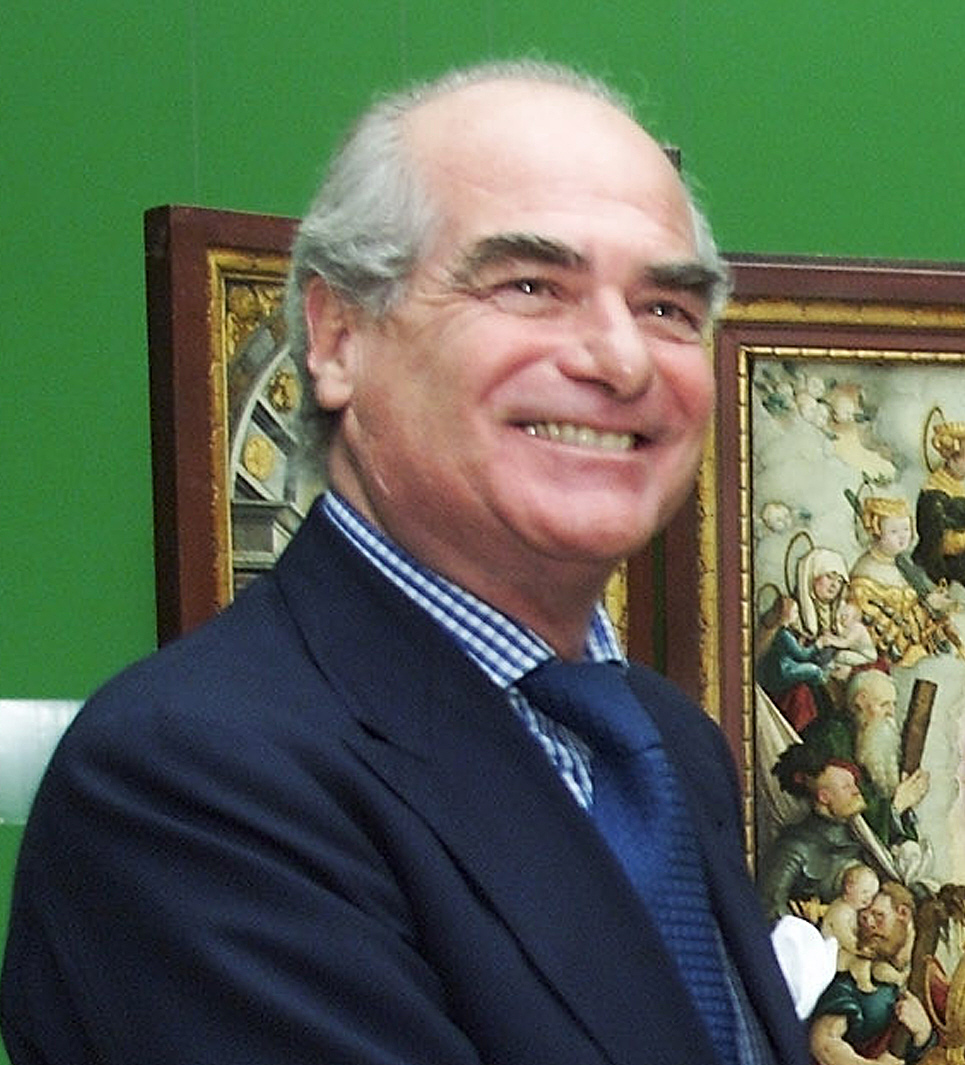
菲斯滕貝格親王亨利

亨利·马克西米利安·埃贡·卡尔·约阿西姆·保罗·菲利克斯·康拉德·胡贝图斯·尤斯比乌斯·利奥·玛利亚·威廉·弗里德里希·亚历克休斯·马丁（德語：Heinrich Maximilian Egon Karl Joachim Paul Felix Konrad Hubertus Eusebius Leo Maria Wilhelm Friedrich Alexius Martin；1950年7月17日—2024年7月11日），出生于海利根堡宫。菲斯滕贝格亲王，菲斯滕贝格-皮尔格利茨系首领。是菲斯滕贝格-皮尔格利茨亲王约阿希姆·埃贡的长子和第三个孩子，有两个姐姐：梅丽-埃贡娜公主，玛丽-安东内特公主；两个弟弟和一个妹妹：卡尔-埃贡王子，约翰内斯王子，安娜公主。
1976年11月11日在圣安杰洛达利费与温迪许-格雷茨公主马克西米利安妮结婚，有二子：
- 克里斯蒂安·约阿西姆·马克西米利安·埃贡·尤斯比乌斯·玛利亚·胡贝图斯（Christian Joachim Maximilian Egon Hugo Eusebius Maria Hubertus，1977年11月22日（47歲）），菲斯滕贝格亲王世子；
- 安东尼乌斯·于格·埃贡（Antonius Hugo Egon，1985年6月14日（40歲））。

2002年亨利即位为菲斯滕贝格亲王。
| 王位覬覦者             | 王位覬覦者                                            | 王位覬覦者          |
| ---------------------- | ----------------------------------------------------- | ------------------- |
| 前任者： 约阿希姆·埃贡 | — 名义上的 — 菲斯滕贝格-皮尔格利茨亲王 2002年－2024年 | 繼任者： 克里斯蒂安 |